# Síndrome d'Alport
La síndrome d'Alport és un trastorn genètic que afecta al voltant d'1 de cada 5.000-10.000 nens, caracteritzat per glomerulonefritis, malaltia renal en fase terminal i pèrdua auditiva. La síndrome d'Alport també pot afectar els ulls, tot i que els canvis no solen afectar la vista, excepte quan els canvis del cristal·lí ocorren en edats avançades. La presència de sang a l’orina és un símptoma clar de la síndrome. La proteïnúria és una característica constant a mesura que avança la malaltia renal. La síndrome va ser identificada per primera vegada en una família britànica pel metge Cecil A. Alport el 1927. La síndrome d'Alport també va tenir l'etiqueta de nefritis hereditària, erò aquest terme és incorrecte perquè hi ha moltes altres causes de malaltia renal hereditària i "nefritis".
La síndrome d'Alport és causada per un defecte hereditari del col·lagen tipus IV, un material estructural que es necessita per al funcionament normal de diferents parts del cos. El col·lagen tipus IV es troba a les orelles, els ulls i els ronyons, això explica per què la síndrome d'Alport afecta aquestes diferents parts del cos que semblen no estar relacionades (orelles, ulls, ronyons, etc.).
Depenent d'on es trobi la mutació al genoma, la síndrome d'Alport pot presentar-se de moltes formes. Això inclou la síndrome d'Alport lligada a l'X (XLAS), la síndrome d'Alport autosòmica recessiva (ARAS) i la síndrome d'Alport autosòmica dominant (ADAS).

## Signes i símptomes
Aquestes descripcions es refereixen a la síndrome d'Alport «clàssica», que normalment causa una malaltia significativa en adults joves o en les últimes etapes de la infància. Algunes persones «portadores» o amb mutacions més lleus, desenvolupen la malaltia més endavant o mostren únicament característiques de la malaltia clàssica.

### Malaltia Renal Crònica
La presència de sang a l’orina (identificable en tires reactives) és una característica comuna de la síndrome d'Alport des de l’inici de la infància. En infants petits, poden tenir lloc episodis d’hematúria visible (macroscòpica). A mesura que la malaltia progressa, comença a aparèixer proteïna a l’orina. Actualment, això es considera una indicació per al tractament amb inhibidors de l’enzim conversiu de l’angiotensina (IECA). Es pot produir una pèrdua progressiva de la funció renal (que queda reflectida clínicament per un augment de la creatinina sèrica o per la disminució de la taxa de filtració glomerular) que pot requerir teràpia renal substitutiva: diàlisi o trasplantament de ronyó.

### Pèrdua auditiva
La síndrome d'Alport també pot provocar pèrdua auditiva encara que no afecta tots els pacients. L’oïda dels pacients amb síndrome d'Alport és normal quan neixen. La pèrdua auditiva dels pacients afectats es desenvolupa progressivament, normalment a l’etapa on la funció renal és normal, però hi ha nivells de proteïnúria considerables.No obstant això, en alguns pacients, la pèrdua auditiva només es nota després de perdre la funció renal. Els primers canvis característics són la reducció de la capacitat de percebre sons d’alta freqüència, «sordesa neural sensorial». Aquesta sordesa es torna més greu i afecta també a freqüències més baixes. La pèrdua auditiva no sol ser completa en la síndrome d'Alport; gairebé sempre és possible una bona comunicació amb l’ús d’audiòfons.

### Liomioma
En algunes famílies amb la síndrome d'Alport s’ha observat liomioma difús de l’esòfag i l’arbre traqueobronquial. Els símptomes solen aparèixer al final de la infància i inclouen disfàgia, vòmit postprandial, dolor subesternal o epigàstric, bronquitis recurrent, dispnea, tos i estridor. El liomioma es confirma mitjançant l’escaneig per tomografia computada (TC) o per imatge per ressonància magnètica (IRM).

### Canvis oculars
Sovint s’observen diverses anomalies oculars com lenticons, queratocon, cataractes o erosió de la còrnia, així com taques a la màcula de la retina i a la perifèria mitja. Aquestes anomalies poques vegades són una amenaça per a la visió. Els lenticons (cristal·lí cònic) es pot tractar amb una substitució del cristal·lí, com en les cataractes. Un queratocon lleu es pot tractar amb lents de contacte dures, escleròtiques, piggy-back o amb altres tipus de lents de contacte mèdiques; els casos progressius es poden frenar amb entrecreuament del col·lagen corneal; i els casos greus poden requerir un trasplantament de còrnia. Les anomalies maculars com l’hipoplàsia foveal incompleta o la foveopatia d’escala són comunes en la síndrome d'Alport. També es pot associar amb retinitis pigmentària.

### Altres anomalies
En pacients amb inici de la malaltia precoç molt poques vegades s’ha trobat dissecció aòrtica. En el cas excepcional d’un síndrome de superposició que involucri els gens COL4A5 i COL4A6 es poden generar leiomiomes, tumors del teixit muscular llis que afecten l’esòfag i el tracte genital femení.

## Patofisiologia

### Genètica
La síndrome d'Alport és causada per les mutacions de COL4A3, COL4A4 i COL4A5, tres dels sis gens involucrats en la biosíntesi del col·lagen tipus IV de la membrana basal. Les mutacions en qualsevol d’aquests gens impedeixen la producció i l’assemblatge de la xarxa ’345’ de col·lagen tipus IV que és un component estructural important de les membranes basals del ronyó, l’orella interna i l’ull. També es pot trobar en altres llocs, com en els alvèols pulmonarsLes membranes basals són estructures primes laminars que separen i sostenen les cèl·lules de molts teixits. El col·lagen IV tipus ’112’ es troba tant en vertebrats com invertebrats i és la isoforma principal de la majoria de membranes basals humanes. Quan les mutacions impedeixen la formació de la xarxa 345 de col·lagen tipus IV als glomèruls, la xarxa 112, que es crea durant el desenvolupament fetal, però normalment es substitueix per la 345, es manté fins a la vida adulta.

#### Patrons d’herència
La síndrome d'Alport pot tenir patrons d’herència diferents en funció de la mutació específica que hi hagi present.
La majoria de persones (un 85%) amb la síndrome d'Alport hereten la malaltia en un patró lligat al cromosoma X, per mutacions del gen COL4A5. Una afecció es considera lligada al cromosoma X quan el gen involucrat en la malaltia es troba al cromosoma X. En homes, que tenen un sol cromosoma X, una còpia alterada del gen COL4A5 és suficient per causar síndrome d'Alport greu, fet que explica per què la majoria d’homes afectats acaben desenvolupant insuficiència renal. En dones, que tenen dos cromosomes X, una mutació d’una còpia del gen COL4A5 sol provocar la presència de sang a l’orina, en canvi, la majoria de dones afectades no desenvolupen insuficiència renal.
La síndrome d'Alport també es pot heretar seguint un patró autosòmic recessiu si les dues còpies del gen COL4A3 o COL4A4, situat al cromosoma 2, tenen mutacions. En la majoria dels casos, els pares d’infants amb una malaltia autosòmica recessiva no estan afectats, però són portadors d’una còpia alterada del gen.
En el passat hi havia descripcions d’una forma autosòmica de la malaltia que actualment es consideren altres malalties. D’entre aquestes cal destacar les malalties associades a la presència de plaquetes gegants i les mutacions del gen MYH9 que ja no es consideren variants de la síndrome d’Alport. Tot i això, sí que existeix una transmissió aparentment autosòmica dominant de la malaltia amb mutacions dels gens COL4A3 i COL4A4. Fitxa de gens d’utilitat clínica de: la síndrome d'Alport.

## Diagnòstic
El diagnòstic es pot fer normalment a partir d’una combinació de criteris clínics, antecedents familiars i biòpsies.

### Biòpsia dels ronyons o pell
Per ser útils, les biòpsies renals s’han d’obtenir abans que la malaltia estigui molt avançada. Els canvis que es poden observar a través de la microscòpia convencional (òptica) no són característics, per tant, es poden plantejar altres diagnòstics, especialment la glomeruloesclerosi focal i segmentària (GEFS). La microscòpia electrònica mostra un seguit de canvis característics provocats pel desgast de la membrana basal glomerular, que provoca el desgast o l’engruiximent d’algunes àrees, fins que pren un aspecte complex que sembla que s’esquerdi i que sovint s’assimila a l’aspecte de la superfície d’un cistell (en anglès: basketweave). Els canvis inicials o molt localitzats en aquest espectre no es consideren diagnòstics, però els canvis posteriors sí. Per identificar les proteïnes COL3-4-5 a la membrana basal glomerular poden ser d’ajuda estudis d’immunohistoquímica o d’immunofluorescència. Cal tenir en compte, però, que les anàlisis fetes amb aquestes tècniques poden ser normals en alguns pacients amb la síndrome d'Alport, especialment les variants més lleus. La pell conté col·lagen tipus IV en xarxa ’556’. S’han utilitzat biòpsies de pell per demostrar l’absència de producte gènic del gen COL4A5, però aquestes tècniques no són senzilles, només són aplicables a pacients amb mutacions greus del gen COL4A5 i no estan disponibles de manera generalitzada. Actualment, si no és possible fer una autòpsia renal, les proves genètiques són una alternativa millor.

### Antecedents familiars
L’existència d’antecedents familiars de malaltia renal en fase terminal amb deteriorament de l’oïda pot indicar síndrome d'Alport, però hi ha altres malalties que també poden provocar aquesta combinació d’anomalies. Moltes d’aquestes es poden distingir gràcies als trets clínics. Si algun familiar té hematúria pot ser una indicació.
Mentre que l’herència lligada al cromosoma X és el patró més comú, les proves genètiques demostren que les presentacions atípiques poden ser més comunes del que es creu actualment.

### Proves genètiques
Quan les manifestacions clíniques no són suficients les proves genètiques juguen, cada cop, un paper més important per la confirmació del diagnòstic

### Altres proves
S’han proposat fer exàmens oculars com a prova de cribratge.

## Tractament

### Malaltia renal i insuficiència renal
A banda de les mesures que es prenen per les malalties renals cròniques de qualsevol causa, hi ha evidències que els IECA poden frenar el deteriorament de la funció renal en la síndrome d'Alport, posposant la necessitat de diàlisi o trasplantament. S’ha recomanat considerar l’aparició de proteïnúria com a senyal per començar el tractament. Quan la insuficiència renal ha evolucionat, els pacients solen millorar gràcies a la diàlisi o al trasplantament de ronyó. El trasplantament no està gaire associat a la formació d’anticossos contra el col·lagen tipus IV del ronyó del donant, fet que provoca rebuig de l’empelt com a conseqüència de la síndrome de Goodpasture (malaltia anticossos antimembrana basal del glomèrul renal (MBG) post trasplantament). Freqüentment, s’ha tractat l’ús de teràpia gènica, però és tot un repte fer-la arribar als podòcits dels glomèruls que normalment produeixen el col·lagen tipus IV de la membrana basal glomerular.

### Pèrdua auditiva
No se sap si els IECA o altres tractaments afecten la pèrdua auditiva. Els que tenen la síndrome d'Alport clàssica solen necessitar audiòfons a l’adolescència o a l’inici de l’edat adulta.

## Pronòstic
Hi ha molt pocs estudis sobre l’esperança de vida dels pacients amb síndrome d'Alport, però un estudi del 2012 amb 456 pacients homes de tot Europa que havien rebut un trasplantament de ronyó va descobrir que tenien una esperança de vida lleugerament superior en comparació amb els controls aparellats (controls «que es van seleccionar a l’atzar de dins dels grups de la mateixa edat, any i modalitat»).